# Kamil Dzjamalutdinov
Kamil Alijevitj Dzjamalutdinov (ryska: Камиль Алиевич Джамалутдинов), född 15 augusti 1979, är en rysk boxare som tog OS-brons i fjäderviktsboxning 2000 i Sydney. I semifinalen slogs han ut av amerikanen Ricardo Juarez.